# Polytaenium guayanense
Polytaenium guayanense là một loài dương xỉ trong họ Pteridaceae. Loài này được Hieron. Alston mô tả khoa học đầu tiên năm 1932.